# Цвайфлінген
Цвайфлінген (нім. Zweiflingen) — громада в Німеччині, знаходиться в землі Баден-Вюртемберг. Підпорядковується адміністративному округу Штутгарт. Входить до складу району Гоенлое.
Площа — 32,10 км2. Населення становить 1713 ос. (станом на 31 грудня 2020).